# 사막사향땃쥐
사막사향땃쥐(Crocidura smithii)는 땃쥐과에 속하는 포유류의 일종이다. 에티오피아와 세네갈에서 발견되며, 소말리아에서도 서식하는 것으로 추정하고 있다. 자연 서식지는 건조한 사바나 지역이다.